# Arachniopsis indica
Arachniopsis indica là một loài Rêu trong họ Lepidoziaceae. Loài này được S.C. Srivast. & P.K. Verma mô tả khoa học đầu tiên năm 2004.